# Università del Nebraska - Lincoln
La Università del Nebraska - Lincoln (comunemente chiamata Nebraska, UNL o NU) è una sede di università pubblica di ricerca situata a Lincoln, Nebraska, Stati Uniti. È la più antica e grande università dello Stato e la principale sede dell'Università del Nebraska.

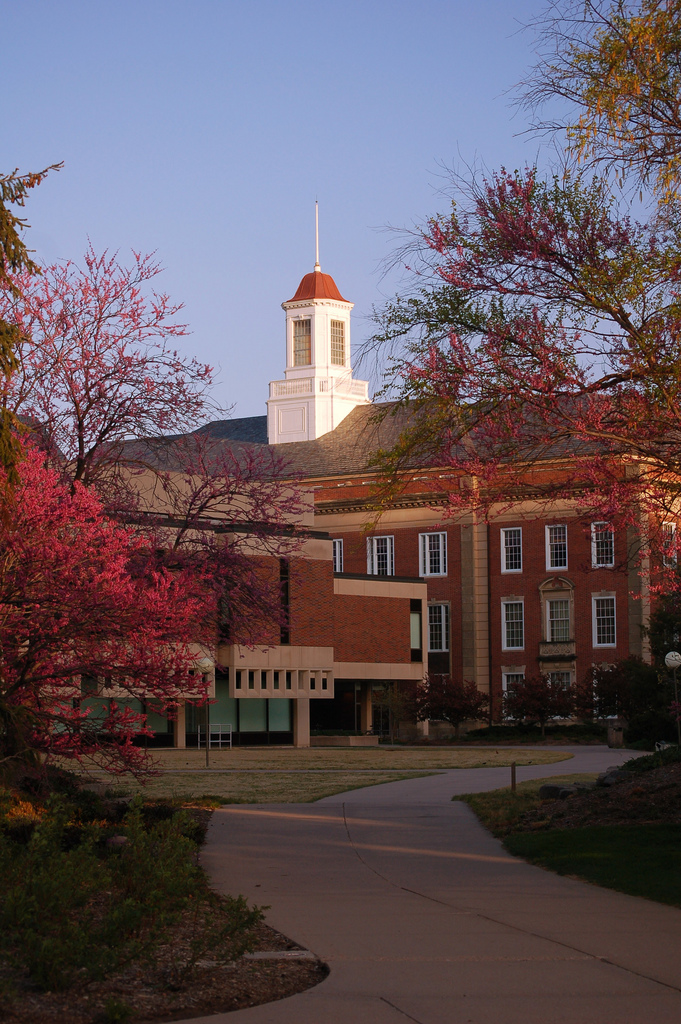
La Don L. Love Memorial Library è la biblioteca principale dell'università.

Agli inizi del ventesimo secolo, l'università iniziò ad espandersi significativamente, assumendo professori dalle scuole degli Stati Uniti orientali per insegnare nei nuovi college organizzati professionalmente e nel contempo porre le fondamenta nella ricerca delle scienze agricole. Il "Metodo Nebraska" sugli studi dell'ecologia si sviluppò qui durante quel periodo, divenendo un sistema di riferimento pionieristico. L'università è organizzata in otto college, collocati in due campus a Lincoln e distribuiti in oltre cento tra edifici e istituti di ricerca.

## Campus
Nel 1869, l'originario campus dell'Università del Nebraska era diviso in quattro blocchi cittadini e comprendeva un edificio chiamato University Hall. Attualmente, l'università consta di due campus, per un totale di 2 815 acri: il City Campus, a nord del centro di Lincoln e a sud del vecchio impianto della fiera statale del Nebraska, e l'East Campus, approssimativamente a 3,5 chilometri a est-nordest del City Campus.

## Ricerca
Gli scienziati della University of Nebraska–Lincoln sono stati alcuni tra i più citati negli ultimo dieci anni nell'area della ricerca agricola, secondo l'IS1 Essential Science Indicators Report. Gli scienziati dell'UNL Institute of Agriculture and Natural Resources (IANR) hanno pubblicato da soli 1 028 articoli, i quali sono stati citati 6 056 volte tra il gennaio 1994 e il gennaio 2004.

## Biblioteche e musei
Un totale di oltre 3,5 milioni di volumi risiedono nelle due biblioteche principali della UNL. La Don L. Love Memorial Library è la biblioteca principale del campus ed specializzata nelle scienze sociali e umanistiche. Le opere delle altre discipline accademiche si trovano in sei rami:
- La Architecture Library
- La C.Y. Thompson Library
- La Engineering Library
- La Geology Library
- La Mathematics Library
- La Music Library

## Sport

Nebraska Cornhuskers

Le squadre sportive dell'università sono chiamate Cornhuskers e competono nella Big Ten Conference. La squadra di football di Nebraska ha vinto un totale di 46 titoli di conference e, a partire dal 1970, cinque campionati nazionali. La squadra femminile di pallavolo ha vinto tre titoli nazionali e per otto volte si è qualificata per le Final Four. La squadra di football degli Husker disputa le sue gare casalinghe al Memorial Stadium, facendo registrare il tutto esaurito dal 1962. La capacità dello stadio è di 85 000 posti, più della popolazione della terza città del Nebraska.